# Maria Antónia Siza
Maria Antónia Marinho Leite, conocida como Maria Antonia Siza (Oporto, 25 de mayo de 1940 - 1973) fue una pintora y diseñadora portuguesa que solo expuso una vez antes de morir y dejó un patrimonio de más de 3.000 obras, entre las que se encuentran dibujos, pinturas gouache y bordados.

## Biografía
Maria Antónia Siza nació el 25 de mayo de 1940 en Oporto.
A los 17 años se matriculó en la Escuela Superior de Bellas Artes de Oporto en el curso de pintura, donde coincidió con varios artistas, entre ellos Ângelo de Sousa, Armando Alves y Jorge Pinheiro. Carlos João Chambers Ramos, entonces director de la escuela, elogió la forma en que dibujaba y la animó a continuar, aunque no llegó a finalizar el curso.
En 1961 contrajo matrimonio con el arquitecto Álvaro Siza con quien tuvo dos hijos, el arquitecto Álvaro Leite Siza Vieira y Joana Marinho Leite Siza.
En 1970 expuso por primera y única vez en la Cooperativa Árvore (Oporto). Murió en 1973 con tan solo 32 años.

## Obra
Dejó una colección de más de 3.000 obras, entre ellas: dibujos al gouache, carboncillo, tinta china, acuarelas, óleos, bordados y grabados. En cuanto al estilo adoptado, varía entre figurativo, expresionismo y surrealismo.

## Reconocimientos
Sus obras fueron recopiladas en el libro Maria Antónia Siza 1940-1973, publicado en 2002 por Edições Asa.
En 2016, sus obras se exhibieron en Zagreb, junto con las de su esposo, en una exposición titulada Álvaro Siza & Maria Antónia Siza, con motivo de las conmemoraciones del Día de Portugal. Tres años después, en 2019, la Fundación Calouste Gulbenkian exhibió en su colección permanente 36 de sus 141 obras donadas por su esposo.
Fue una de las artistas portuguesas homenajeadas por la exposición Tudo O Que Eu Quero, en el Museo Calouste Gulbenkian, que formó parte del programa cultural de la Presidencia portuguesa del Consejo de la Unión Europea, en 2021. Durante la muestra, también se presentaron obras de otras artistas portuguesas como Paula Rego, Maria Helena Vieira da Silva, Grada Kilomba, Aurélia de Sousa, Joana Vasconcelos, Patrícia Garrido, Lourdes Castro, Ana Vieira, Salette Tavares, Helena Almeida, Maria José Oliveira, Fernanda Fragateiro y Sónia Almeida, entre otras.